# Panorpa funiushana
Panorpa funiushana är en näbbsländeart som beskrevs av Hua och Chou 1997. Panorpa funiushana ingår i släktet Panorpa och familjen skorpionsländor. Inga underarter finns listade i Catalogue of Life.